# Olaf Wegener (Schachspieler)
Olaf Wegener (* 3. Dezember 1981 in Dortmund) ist ein deutscher Schachspieler.
1999 gewann er das A-Open der 27. Dortmunder Schachtage. 2002 gewann er die Einzelmeisterschaft des Schachbundes Nordrhein-Westfalen. Er trägt seit 2004 den Titel Internationaler Meister. Die Normen hierfür erzielte er in der C-Gruppe des Borowski-IM-Turniers in Essen im Mai 2002, beim ungarischen Balaton-IM-Festival im Juni 2002 (mit Übererfüllung) sowie bei einem First-Saturday-IM-Turnier in Budapest im April 2004.
In den Saisons 2004/05, 2005/06 und 2006/07 spielte er für den SV Mülheim-Nord 28 Partien in der deutschen Schachbundesliga, in den Saisons 2011/12 und 2014/15 spielte er in der 1. Liga für den SC Hansa Dortmund, mit dem er auch in der 2. Bundesliga West spielte.